# Tour de Sagnes
La tour de Sagnes est située dans le quartier du Fort, sur la commune de Cardaillac, dans le département du Lot. 

## Historique
La tour de Sagnes est située dans le quartier du Fort de Cardaillac, ancien castrum de la famille de Cardaillac. Cette partie du village était protégée par une enceinte triangulaire. Deux autres tours complétaient cette défense : la tour de l'Horloge et la tour dite de « Marquèze ». Cette dernière a été détruite en 1816.
La  tour  de  Sagnes est vraisemblablement la tour désignée autrefois par les noms dite  de  Lacapelle  ou  da  Capellana qui montrait son appartenance aux Cardaillac de Lacapelle-Marival. Elle était située à l'intérieur de l'enceinte à 3 mètres de celle-ci.
La tour a été inscrite au titre des monuments historiques le 10 août 1957.

## Description
La tour est haute de 21,5 mètres. Son plan est un carré de 8,25 mètres de côté. Les murs ont 2 mètres d'épaisseur à la base. L'accès se faisait par une porte en arc brisé situé à 4,45 mètres au-dessus du sol.
Deux portes de bois successives permettent l'accès à la salle à coupole nervée  à  quatre  quartiers  du premier étage portée  par  des  colonnes  d’angle. Elle est éclairée par une fenêtre en plein cintre. Un escalier à vis, logé  dans  une  tourelle  circulaire incluse dans l'épaisseur du mur, permet d'accéder à la salle supérieure. Cette salle possède une fenêtre géminée. Des latrines porté  par  deux  corbeaux existent encore sur la face ouest de la tour.
Un second escalier à vis permet de monter jusqu'à un niveau disparu et ramené aujourd'hui une simple plate-forme.
De 2009 à 2015, la tour de Sagnes et la tour de l'horloge ont été rénovées pour un coût de 271 000 € : travaux de maçonnerie, mise hors d'eau. Pour la tour de Sagnes, seule accessible au public, la sécurité des personnes a été renforcée par la mise en sécurité par l'installation de garde-corps, l'installation d'éclairages insérés dans la rampe des deux escaliers à vis et l'installation d'un cabanon au sommet chapeautant l'arrivée sur la plate-forme.
Les deux tours appartiennent à la commune probablement depuis la révolution.

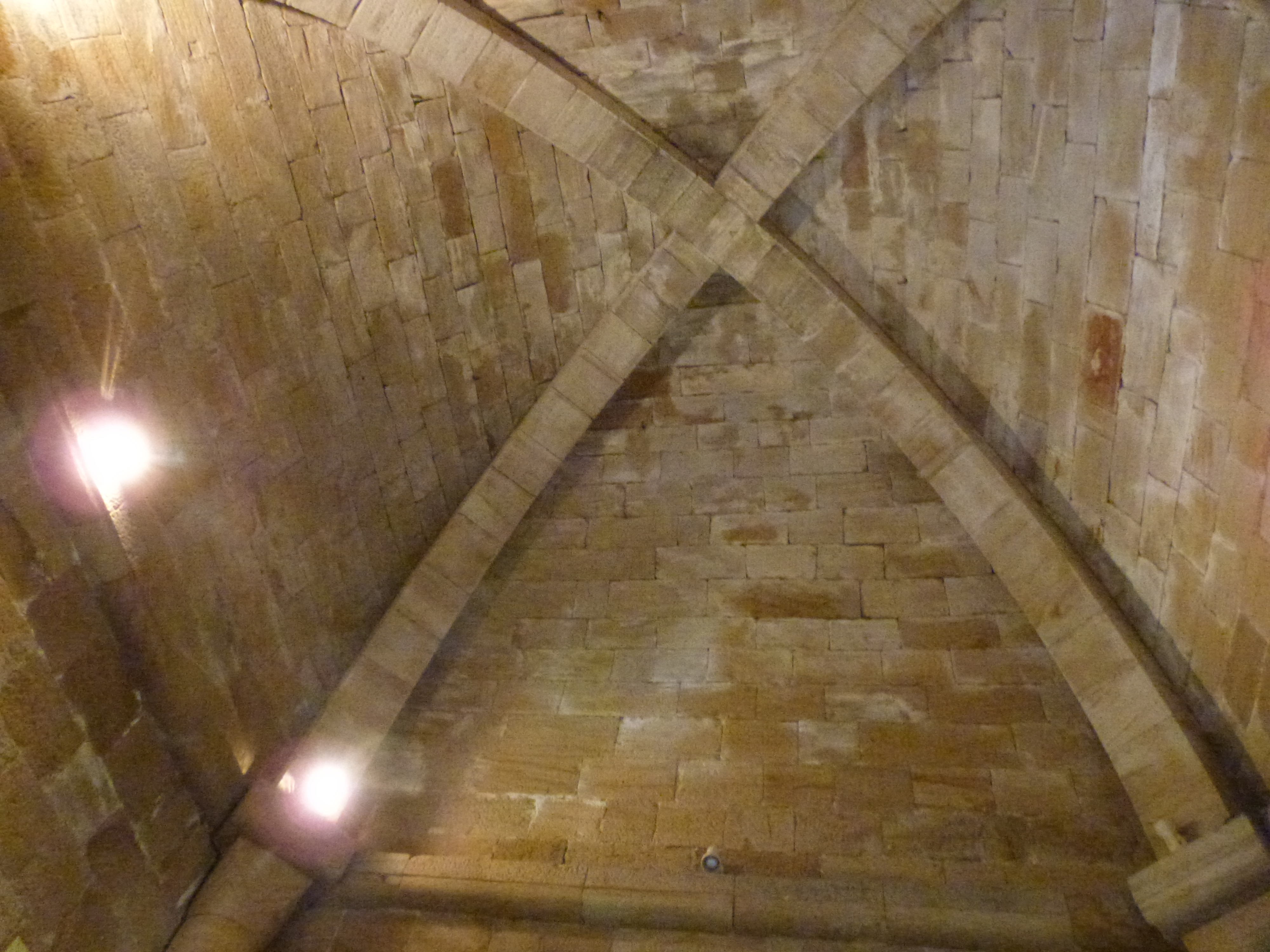
Voûte en arc de cloître.
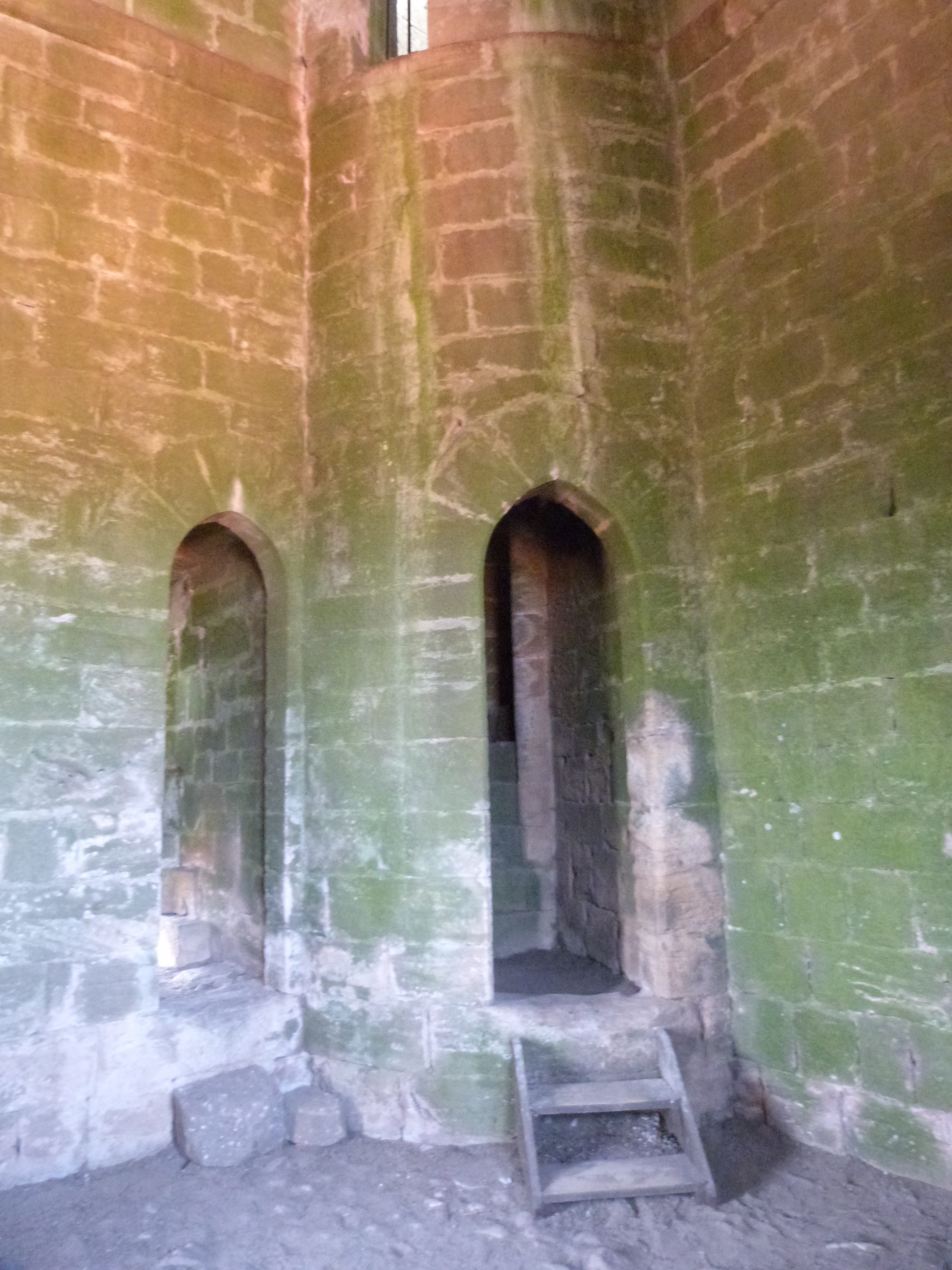
Escalier à vis.
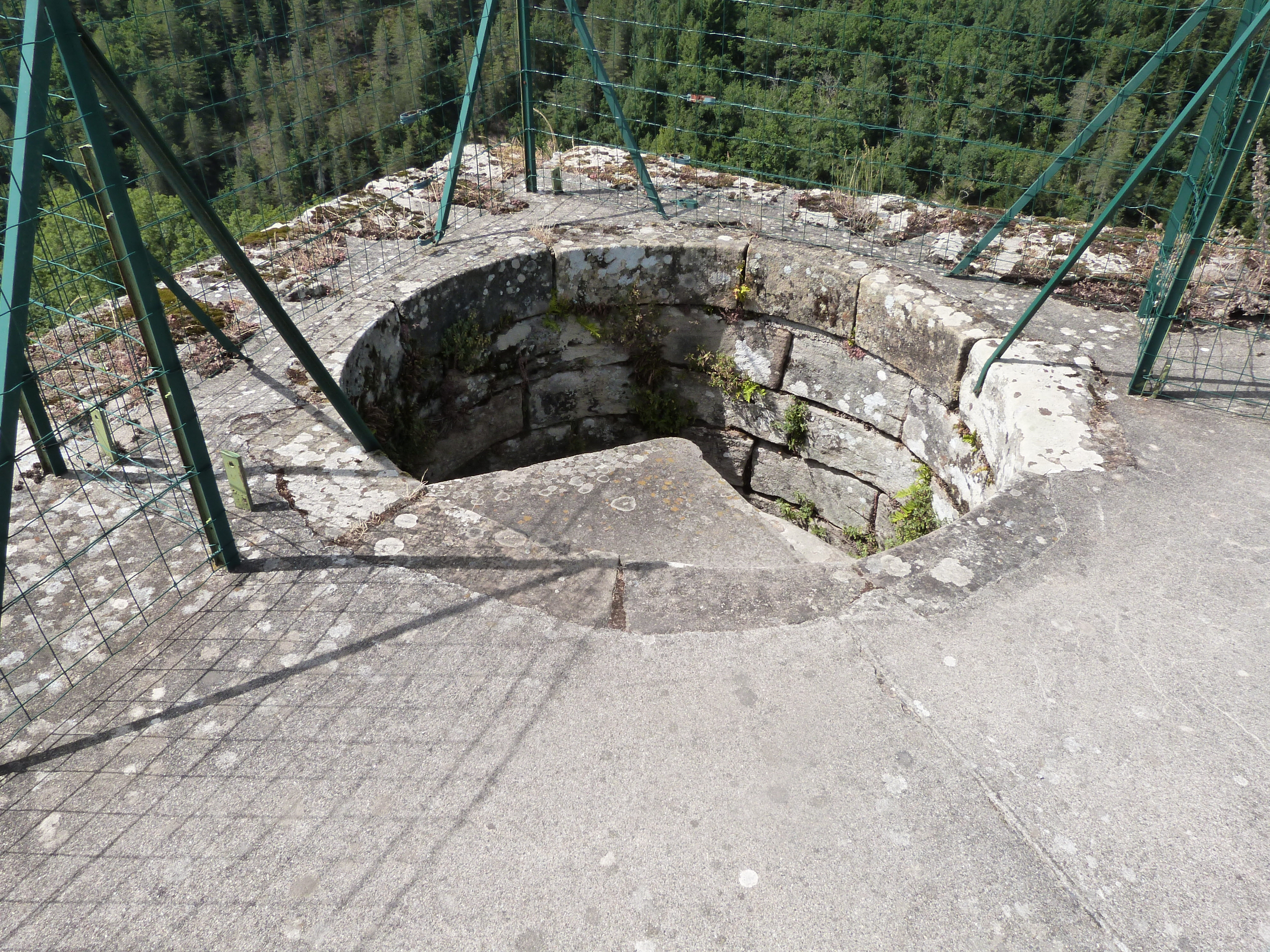
Accès à l'escalier à vis sur la terrasse (avant travaux).
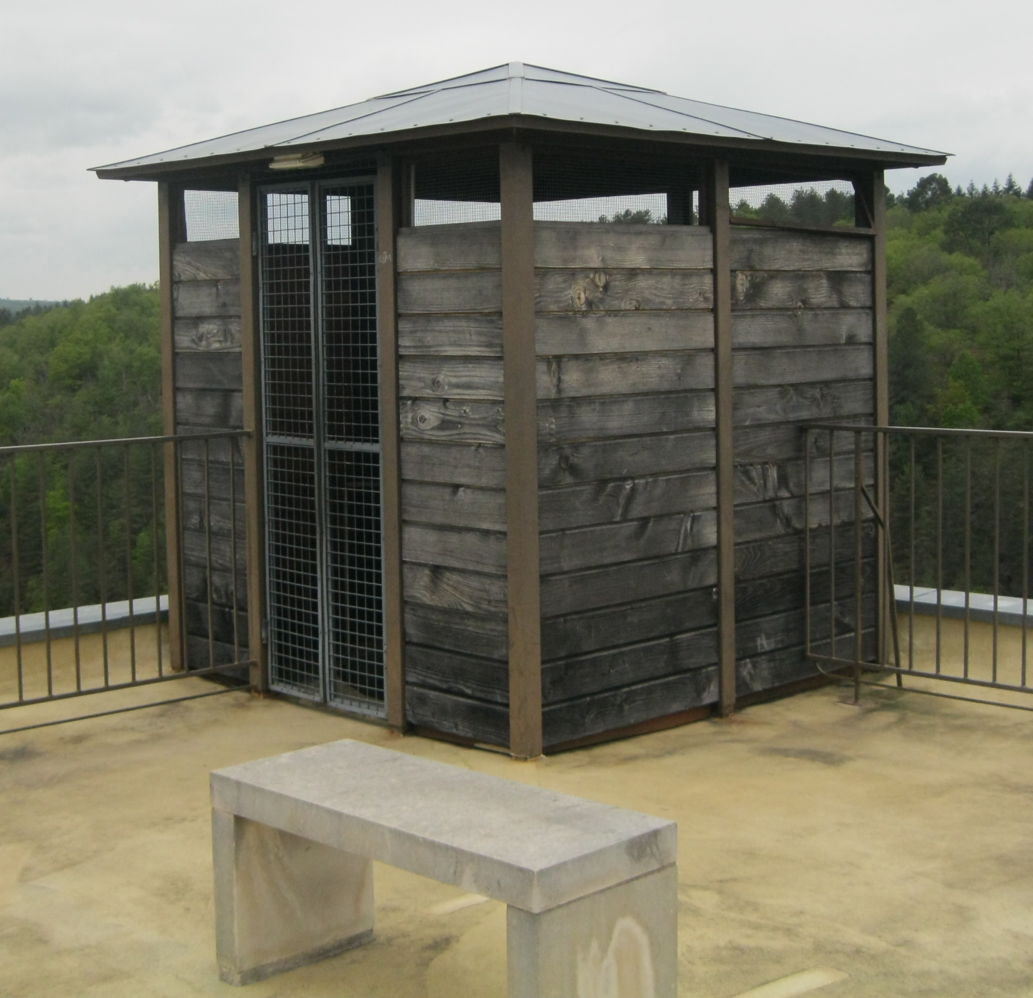
La terrasse après travaux.